# Maxiang
Maxiang (kinesiska: 马巷) är en köping i sydöstra Kina. Den ligger i stadsdistriktet Xiang'an i staden Xiamen i provinsen Fujian, omkring 190 kilometer sydväst om provinshuvudstaden Fuzhou. Antalet invånare är 117 606. Befolkningen består av 55 582 kvinnor och 62 024 män. Barn under 15 år utgör 11,0 %, vuxna 15-64 år 81 %, och äldre över 65 år 6,0 %.